# På dig, o Herre käre
På dig, o Herre käre är en psalm. Den är skriven av biskopen Peder Swart.

## Publicerad i
- Den svenska psalmboken 1694 som nummer 369 under rubriken "Psalmer i åtskillige nödtorfter".
- 1695 års psalmbok som nummer 312 under rubriken "Om Jordenes frucktbarhet".[1]